# Windischenlaibach
Windischenlaibach ist ein Gemeindeteil der Gemeinde Speichersdorf im Landkreis Bayreuth (Oberfranken, Bayern). Die Gemarkung Windischenlaibach hat eine Fläche von 2,703 km². Sie ist in 433 Flurstücke aufgeteilt, die eine durchschnittliche Fläche von 6243,54 m² haben. In ihr liegen neben dem namensgebenden Ort die Gemeindeteile Hundsmühle und Speichersdorf (zum Teil).

## Geografische Lage
Das Dorf liegt auf freier Flur. Zum Altort haben sich, vor allem im Osten, Siedlungsgebiete gesellt, westlich liegt ein Gewerbegebiet. Die Staatsstraße 2184 führt nach Speichersdorf (1,4 km nordöstlich) bzw. nach Unterschwarzach (4,3 km südwestlich). Die von der St 2184 abzweigende Kreisstraße BT 20 führt nach Nairitz (1,2 km südlich). Eine Gemeindeverbindungsstraße führt über Hundsmühle und Buschmühle nach Brüderes (0,9 km nordwestlich). Die Bayerische Uraufnahme zeigt Windischenlaibach in den 1810er Jahren als ein Haufendorf mit 37 Herdstellen und drei Weihern.

## Geschichte
Erstmals urkundlich erwähnt wird der Ort im Jahr 1398 als „Windischleubein“ und um 1493 nennt man ihn „Windischlewben“. Ein Michael Boit wurde der Landsasse. Um 1536 wird der Ort unter der Zuständigkeit der Halsgerichtsbarkeit der Ämter Waldeck und Bayreuth benannt. Während des Dreißigjährigen Krieges sind im
Jahr 1623 Einquartierungen und Plünderungen durch marodierende Truppen unter Oberst von Schaumburg überliefert.
Gegen Ende des 18. Jahrhunderts bestand Windischenlaibach mit der Hundsmühle aus 35 Anwesen. Die Hochgerichtsbarkeit stand dem bayreuthischen Stadtvogteiamt Bayreuth zu. Die Dorf- und Gemeindeherrschaft wurde sowohl vom Stadtvogteiamt Bayreuth als auch dem Rittergut Windischenlaibach beansprucht.
Grundherren waren das Rittergut Windischenlaibach (1 Schlossgut, 1 Mühle, 17 Gütlein, 2 Sölden, 1 Wirtshaus, 11 Häuser), die Pfarrei Kastl (1 Gut) und das Kloster Speinshart (1 Gut).
Von 1797 bis 1810 unterstand der Ort dem Justiz- und Kammeramt Bayreuth. Nachdem im Jahr 1810 das Königreich Bayern das Fürstentum Bayreuth käuflich erworben hatte, wurde Windischenlaibach bayerisch. Infolge des Gemeindeedikts wurde Fischbach dem 1812 gebildeten Steuerdistrikt Seybothenreuth zugewiesen. Zugleich entstand die Ruralgemeinde Windischenlaibach, zu der Hundsmühle gehörte. Sie war in Verwaltung und Gerichtsbarkeit dem Landgericht Weidenberg zugeordnet und in der Finanzverwaltung dem Rentamt Bayreuth (1919 in Finanzamt Bayreuth umbenannt). In der freiwilligen Gerichtsbarkeit unterstanden 37 Anwesen bis 1827 dem Patrimonialgericht Windischenlaibach. Ab 1862 gehörte Windischenlaibach zum Bezirksamt Bayreuth (1939 in Landkreis Bayreuth umbenannt). Die Gerichtsbarkeit blieb beim Landgericht Weidenberg (1879 in Amtsgericht Weidenberg umgewandelt), seit 1931 ist das Amtsgericht Bayreuth zuständig. Die Gemeinde hatte 1964 eine Gebietsfläche von 2,729 km².
Ein eigenes Schulhaus wurde 1907 erbaut, die Elektrifizierung begann ab 1912 und 1922 gab es den ersten öffentlichen Telefonanschluss.
Am 1. April 1971 wurde im Zuge der Gebietsreform in Bayern die Gemeinde Nairitz mit den Gemeindeteilen Nairitz, Kellerhut und Weiherhut nach Windischenlaibach eingegliedert. Am 1. Juli 1972 wurde die Gemeinde Windischenlaibach nach Speichersdorf eingegliedert.

### Ehemalige Baudenkmäler
- Ehemaliges Schloss: Schlichter zweigeschossiger Bau aus verputztem Brockenmauerwerk (ursprünglich dreigeschossig). Drei zu drei Obergeschossfenster. Satteldach. Rundbogentor und die stirnseitigen Obergeschossfenster mit breit gefasten Gewände.[16]
- Haus Nr. 30, 31 und 32: Geschlossene Reihe von drei kleinen erdgeschossigen Häusern aus verputztem Brockenmauerwerk; wohl noch 17. Jahrhundert. Vermutlich ehemals als Nebengebäude zur Schlossanlage gehörig.[16]
- Haus Nr. 34 und 341⁄2: Zweigeschossiges Doppelhaus aus verputzten Brockenquadern; zwei zu sechs Obergeschossfenster. Walmdach. Haus Nr. 341⁄2 vermutlich 18. Jahrhundert; profilierte gekröpfte Türrahmung. Nr. 34 Anbau des 19. Jahrhunderts.[16]

### Einwohnerentwicklung
Gemeinde Windischenlaibach
| Jahr      | 1818   | 1840   | 1852   | 1855   | 1861   | 1867   | 1871   | 1875   | 1880   | 1885   | 1890   | 1895   | 1900   | 1905   | 1910   | 1919   | 1925   | 1933   | 1939   | 1946   | 1950   | 1952   | 1961   | 1970   |
| Einwohner | 269    | 288    | 275    | 266    | 282    | 283    | 270    | 310    | 292    | 287    | 235    | 218    | 210    | 222    | 252    | 253    | 222    | 250    | 240    | 321    | 331    | 327    | 287    | 306    |
| Häuser    | 40     |        |        |        |        |        | 43     |        |        | 42     | 37     |        | 37     |        |        |        | 41     |        |        |        | 43     |        | 55     |        |
| Quelle    | [ 12 ] | [ 18 ] | [ 18 ] | [ 18 ] | [ 19 ] | [ 20 ] | [ 21 ] | [ 22 ] | [ 23 ] | [ 24 ] | [ 25 ] | [ 18 ] | [ 26 ] | [ 18 ] | [ 27 ] | [ 18 ] | [ 28 ] | [ 18 ] | [ 18 ] | [ 18 ] | [ 29 ] | [ 18 ] | [ 13 ] | [ 30 ] |

Ort Windischenlaibach
| Jahr      | 001818 | 001861 | 001871 | 001885 | 001900 | 001925 | 001950 | 001961 | 001970 | 001987 |
| Einwohner | *269   | *282   | 267    | 278    | 202    | 213    | 325    | 281    | 302    | 301    |
| Häuser    | *40    |        |        | 41     | 36     | 40     | 42     | 53     |        | 75     |
| Quelle    | [ 12 ] | [ 19 ] | [ 21 ] | [ 24 ] | [ 26 ] | [ 28 ] | [ 29 ] | [ 13 ] | [ 30 ] | [ 2 ]  |

## Religion
Windischenlaibach ist seit der Reformation evangelisch-lutherisch geprägt und war ursprünglich nach St. Veronika (Birk) gepfarrt. Seit der zweiten Hälfte des 20. Jahrhunderts ist die Pfarrei Christuskirche (Speichersdorf) zuständig.